# Julius Ehrentraut

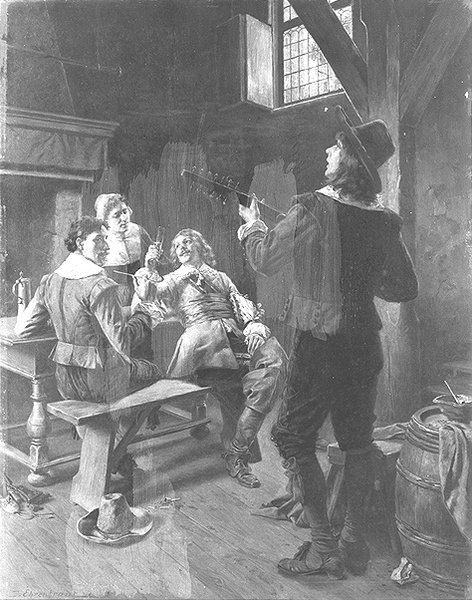
Gute Kameraden (vor 1904)

Julius Ehrentraut (* 3. April 1841 in Frankfurt (Oder); † 25. März 1923 in Berlin) war ein deutscher Maler.

## Leben
Als Sohn eines Lithografen wurde Julius Ehrentraut ebenfalls Lithograf, studierte daneben aber auf der Berliner Kunstakademie, in welche er 1861 eintrat, und wo er schließlich den Unterricht von Julius Schrader genoss.
Durch die schlechten Familienverhältnisse genötigt, widmete er sich wieder der Lithografie bei Q-Becker (Tier- und Genremaler, geb. 1830), unter dessen Anleitung er einige Kostümfiguren (Bauerntrachten) ausführte. Da diese Figuren Käufer fanden, gründete er ein eignes Atelier und begann nun im Anschluss an sein Vorbild Jean-Louis-Ernest Meissonier, Soldaten aus dem 17. Jahrhundert zu malen.
Langsam bildete er sich durch fleißiges Studium der niederländischen Meister weiter. Es gelang ihm schnell, in scharfer, charakteristischer Auffassung, in sicherer Zeichnung und subtiler Pinselführung sein Vorbild zu erreichen, so dass er zu Lebzeiten einer der besten Kleinmaler der Berliner Schule wurde.
Seine Hauptbilder sind:
- Der kranke Narr,
- Reveille, der Narr im Gefängnis,
- Der schwedische Parlamentär,
- Die Strategen,
- Musikalische Unterhaltung (Staatsgalerie Stuttgart),
- Der jüngste Kamerad,
- Erbaulich (1885).

1878 wurde Ehrentraut als Lehrer an die Berliner Kunstakademie berufen.
Ehrentraut wurde auf dem Friedhof Wilmersdorf in Berlin beigesetzt.